# Daniel Pettersson (borgmästare)
Daniel Pettersson, född 1720 i Göteborg, död där 17 maj 1802, var borgmästare i Göteborg 1765–1796 samt kommerseråd och poet.

## Biografi
Pettersson blev notarie i Göteborg 1742, befordrades till litterat rådman och därefter 1765 till handels- och politieborgmästare. Han bidrog till ordnandet av Göteborgs brand- och polisväsen samt till framdragandet av vattenledningen från Kallebäcks källa. År 1768 inrättade han Göteborgs Brandförsäkringskontor och år 1776 föreslog han att den Sahlgrenska donationen skulle användas till uppförandet av ett sjukhus. För det fick han 1 000 daler silvermynt i prispengar vid den tävling som hade utlysts om det bästa förslaget att använda Sahlgrens donation. Han ivrade även för förbättrad fattigvård och verkade för iordningställandet av Göteborgs kanalsystem samt för anläggning av planteringar i staden. Dessutom var det han som lade fram frågan om bildandet av Polisen i Göteborg, vilket skedde 1785.
Daniel Pettersson författade kvädet Skalde-Qväde öfver Ny-Elfsborgs befrielse från danska belägringen år 1719, en skildring på tjugotvå kvartssidor om försvaret av Nya Elfsborg mot den dansk-norske vice amiralen Peder Tordenskjold.
I sin avskedsansökan 1796, vid 75 års ålder, begärde Pettersson att få behålla sin lön på 600 riksdaler per år samt ränta på skattehemmanet Skår. Borgerskapet i Göteborg fick då yttra sig genom justitieborgmästare Brusewitz:
"Om en man af lyckligt snille, stadgad kristlighet och rättskaffens tänkesätt, förvärfvad kännedom af lagfarenhet och allt det, som pryder icke allenast en värdig domare utan äfven en klok och värdig borgmästare, sedan han uppnått sjuttiofem år och däraf uppoffrat mer än ett hälft seculum i det allmännas tjänst och för dess bästa, alltid med outtröttligt nit och rättskaffens redlighet, aldrig med ledsnad öfver sin möda, ofta under de största bekymmer, de mest grannlaga ställningar, om denne mannen, och hvem igenkänner icke på denna enkla men sanna målning herr kommerserådet Pettersson, om denne hedersman, säger jag, trött af ämbetsmannabördan söker hvila för sina återstående dagar, hvem skulle väl undra därpå!"
År 1790 fick Daniel Pettersson en medalj i guld av den typ som Borgerskapet och Magistraten hade låtit prägla till minne av stadens befrielse från de danska trupperna 1788. Endast 11 exemplar präglades i guld, där sju delades ut till kungahuset, utländska ministrar på besök i Göteborg erhöll tre och det sista exemplaret gick till Pettersson.
Pettersson fick 1945 en gata i Norra Guldheden uppkallad efter sig, Daniel Petterssons Gata.

## Familj
Daniel Petterssons föräldrar var postdirektören i Göteborg (åren 1718–1758) Kristian Pettersson (död 1758) och Anna Elisabeth, född Lander. Daniel Pettersson var gift med Kristina Charlotta, född Schmeer, med vilken han fick en son, A.M. Pettersson.